# 김영민 (희극인)
김영민(金永旼, 1981년 10월 13일 ~ )은 대한민국의 희극 배우 및 가수이다.
경기대학교에서 다중매체영상학 학사 과정을 졸업했으며, 2005년 KBS 폭소클럽으로 데뷔하였다. 2007년에는 그룹 '에브리데이'에 멤버로 합류했으며, 디지털 싱글 앨범 [Pink Cream Donuts]로 데뷔하였다. 2009년 4월 20일부터 2011년 3월 19일까지 대한민국 육군 병장으로 복무했고, 제대 이후에는 《개그콘서트》의 감수성 코너에서 내시 역할을 맡으면서 이름을 알렸다.
2020년부터 우익 성향을 띤 유튜브 채널인 《내시십분》을 운영했으며, 2021년에 국민의힘에 입당했다. 그러나 2022년에 부산광역시 해운대구 갑을 지역구로 두고 있던 하태경 국회의원, 국민의힘 소속 해운대구의원들과의 갈등으로 인해 탈당했다. 그러다가 2023년 9월 20일에 인재 영입 형식으로 국민의힘에 복당했다.

## 방송
- KBS2 - 폭소클럽
- KBS2 - 개그콘서트
  - 〈뮤직 갤러리〉
  - 〈대포동 예술극단〉
  - 〈도움상회〉
  - 〈청춘예찬〉
  - 〈감수성〉내시 역
  - 〈희극지왕 박성호〉
- KBS2 - 해피선데이 남자의 자격
- KBS2 - 개그스타 GCC어워드
- 부산MBC - 생방송 투데이 부산
- 코메디TV - 더 웃기는 밤
- tvN - 코미디빅리그
  - 〈비겁한 형제〉
- KNN - 시사포차 담
- KNN - 생방송투데이, 맛있는 오늘
- KBS 부산방송총국 - 즐거운 저녁길 김영민입니다(제2라디오)

## 공연
- 투니쇼 자두와 골드레인저 - 최호돌(자두 아빠) 역
- 김영민 쇼

## 같이 보기
- 윤형빈
- 김준현
- 김준호
- 김지호
- 권재관